# ソフトバンク八雲ソーラーパーク
ソフトバンク八雲ソーラーパーク（ソフトバンクやくもソーラーパーク）は、北海道二海郡八雲町にある太陽光発電所。

## 概要
ソフトバンクグループのSBエナジーと三菱HCキャピタルによる共同事業であり、双方50%ずつ出資して設立した北海道八雲ソーラーパーク合同会社が運営している。八雲エネルサが所有している国道5号沿いにある約132haの土地にソーラーパネルを設置し、北海道電力による「太陽光発電設備の出力変動緩和対策に関する技術要件」に基づき、蓄電池容量約27,800キロワット(約27.8W)の蓄電池を併設している。蓄電池を併設した太陽光発電所としては日本国内最大規模となり、一般家庭の年間消費量約28,000世帯分の電力を発電している。

## 設備
東芝製のソーラーパネルを設置しており、ソーラーパネルと蓄電池のパワーコンディショナーは東芝三菱電機産業システム（TMEIC）製を使用し、蓄電池システムはリチウム (Li)イオン電池を採用し、LG化学製の蓄電池を使って東芝三菱電機産業システムが構築した。なお、発電所建設工事の際は海岸に近い泥炭地であることを考慮しており、泥水が海へ流れ出ないようにするため、通常実施する造成工事を行わない地成りでソーラーパネルを設置するため、杭基礎を地中4mから6mまで埋め込み、周囲をコンクリートで固定する方式を採用したほか、架台は地盤の状況から鉄板を敷き詰めた組立作業所を設け、完成した架台をクレーンで吊り上げてトラックに載せて所定の工区まで運び、再びクレーンで吊り降ろして据え付けた。また、砕石を敷き詰めた管理用道路を敷地より高くすることで、降雨の場合は管理用道路内に自然浸透するようにしているほか、水はけを良くするため一部でホタテの貝殻を敷き、土壌改良材として活用している。発電した電力は、道路脇に埋設した自営線を通って14km先の山の上にある電力会社の変電所に送電している。自営線の工事は北海電気工事が担った。

## 参考資料
- “ソフトバンク八雲ソーラーパーク” (PDF).  SBエナジー. 2021年1月16日閲覧。